# Magazín i60.cz
Magazín i60.cz je internetový portál pro podporu seniorských aktivit, magazín aktivního stáří. Věnuje se například cestování, životnímu stylu, péči o zdraví, různým koníčkům nebo vaření, přináší soutěže, kvízy a nabízí možnost chatu. Značnou část jeho obsahu píší sami čtenáři. 

## Historie
Portál v roce 2012 založili novináři Lukáš Havlas a Jan Raška se zkušenostmi z několika celostátních deníků – například z MFD či Hospodářských novin. Technickou podporu zajišťuje IT společnost „Nebrat“, jež je také součástí vydavatelské firmy „i60 Publishers“. V roce 2014 se návštěvnost pohybuje okolo 15 000 unikátních návštěvníků měsíčně a pozvolna roste. Portál i60.cz spolupracuje s Českou alzheimerovskou společností a její předsedkyně, doc. MUDr. Iva Holmerová nad ním převzala záštitu.

## Aktivity
V roce 2014 pořádá módní přehlídku i60 Senior Fashion, věnovanou módě pro starší dámy a jíž se účastnily i jeho čtenářky. Přehlídka měla značný mediální ohlas. Od roku 2014 spolupracuje i na projektu Senioři píší Wikipedii.
Mottem i60.cz je: „Tahle země není jenom pro mladý!“